# STS-26
STS-26 fou la missió número 26 del programa del transbordador espacial estatunidenc i setena del transbordador Discovery, sent la primera missió després del desastre del transbordador espacial Challenger el 28 de gener del 1986. L'objectiu principal de la missió era desplegar un satèl·lit de comunicacions TDRS-3. Es llançà des del Centre Espacial Kennedy a Florida el 29 de setembre del 1988 i va aterrar quatre dies més tard en la pista 17 de la Base Aèria Edwards a Califòrnia.

## Tripulació
| Posició                  | Astronauta                             | Astronauta                             |
| ------------------------ | -------------------------------------- | -------------------------------------- |
| Comandant                | Frederick H. Hauck Tercer vol espacial | Frederick H. Hauck Tercer vol espacial |
| Pilot                    | Richard O. Covey Segon vol espacial    | Richard O. Covey Segon vol espacial    |
| Especialista de missió 1 | John M. Lounge Segon vol espacial      | John M. Lounge Segon vol espacial      |
| Especialista de missió 2 | George D. Nelson Tercer vol espacial   | George D. Nelson Tercer vol espacial   |
| Especialista de missió 3 | David C. Hilmers Segon vol espacial    | David C. Hilmers Segon vol espacial    |

## Paràmetres de la missió
- Masa:[1]
  - Orbitador a l'enlairament: 115.487 kg
  - Orbiter a l'aterratge: 88.078 kg
  - Càrrega: ~ 21.082ִ kg
- Perigeu: 301 km
- Apogeu: 306 km
- Inclinació: 28,5°
- Període orbital: 90,6 min

## Sumari de la missió
El Transbordador Espacial Discovery es va enlairar del Pad B, Launch Complex 39, Kennedy Space Center, a les 11:37 am EDT el 29 de setembre de 1988, 975 dies després de l'accident del Challenger. El llançament va ser retardat per una hora i 38 minuts a causa dels vents lleugers intempestius i inusuals, i la necessitat de reemplaçar els fusibles en els sistemes de refrigeració dels vestits de vol de dos membres de la tripulació. Els vestits van ser reparats, i una renúncia va ser emesa per les condicions de vent després que funcionaris van determinar que hi havia un marge de seguretat suficient per a les càrregues de vent en les vores de l'ala de l'orbitador. En T-1:30, es va proposar que el llançament es retardi en T-0:31 a causa d'un problema de pressió d'aire de cabina. Es va determinar ràpidament que la pressió de la cabina s'havia incrementat lleugerament per l'activació dels sistemes d'oxigen en vestits de vol de la tripulació, i el llançament es va dur a terme sense més demora. La tripulació del transbordador, els astronautes veterans, inclòs el Comandant Frederick H. "Rick" Hauck, Pilot Richard O. Covey, i els Especialistes de la Missió John M. "Mike" Lounge, George D. "Pinky" Nelson i David C. Hilmers.